# Alibunári járás
Az Alibunári járás a történelmi Torontál vármegye egyik járása volt a Bánságban. Székhelye az állandó járási székhelyek kijelölése (1886) óta végig Alibunár volt. Népessége az 1910-es népszámlálás szerint 29 292 fő volt. Ebből 588 fő magyar, 755 fő német, 988 fő szlovák, 14982 fő román, 6 fő horvát, 11793 fő szerb, 180 fő egyéb anyanyelvű volt. Vallási tekintetben 1111 fő római katolikus, 21 fő görögkatolikus, 73 fő református, 912 fő ág. hitv. evangélikus, 26745 fő görögkeleti ortodox, 8 fő unitárius, 106 fő izraelita, 316 fő egyéb (legnagyobbrészt "nazarénus") vallású volt. A lakosok közül 13028 fő tudott írni és olvasni, 2367 fő tudott magyarul. A járás területét a Trianoni békeszerződés a délszláv államnak ítélte, így az Magyarország számára elveszett.

## Települései
- Alibunár
- Ferdinándfalva
- Ilonc
- Kevedobra
- Keviszőlős
- Kismargita
- Petre
- Számos
- Újsándorfalva
- Végszentmihály